# Ą̄
Ą̄, ą̄ – litera rozszerzonego alfabetu łacińskiego, powstała poprzez połączenie litery A z ogonkiem i makronem. Wykorzystywana jest w zapisie języka kaska, w którym oznacza nazalizowaną samogłoskę półotwartą tylną zaokrągloną w iloczasie ([ãː]).

## Kodowanie
| Forma     | Wygląd | Części składowe | Części składowe | Kodowanie     |
| --------- | ------ | --------------- | --------------- | ------------- |
| majuskuła | Ą̄      | U+0104 Ą        | U+0304 ◌̄        | U+0104 U+0304 |
| minuskuła | ą̄      | U+0105 ą        | U+0304 ◌̄        | U+0104 U+0304 |